# Oxyopes bharatae
Oxyopes bharatae là một loài nhện trong họ Oxyopidae.
Loài này thuộc chi Oxyopes. Oxyopes bharatae được Pawan U. Gajbe miêu tả năm 1999.